# 聖安德魯座堂
聖安德魯座堂（英語：St Andrew's Cathedral, Aberdeen）是位於英國蘇格蘭城市阿伯丁的一座蘇格蘭聖公會的教堂。教堂竣工於1817年，並在1914年升格為主教座堂。
57°08′57″N 2°05′35″W / 57.1491°N 2.0931°W